# Hans Beyersdorff
Hans Robert Friedrich Beyersdorff (* 17. Juni 1883 in Oldenburg; † 1972) war ein deutscher Korvettenkapitän der Reichsmarine und Jurist.

## Leben

### Herkunft
Hans Beyersdorff war ein Sohn des Gymnasialprofessors Robert Beyersdorff und seiner Frau Antonie, geb. Frankenheim. Sein jüngerer Bruder war der spätere Jurist und Landgerichtsdirektor Ernst Beyersdorff (1885–1952).

### Werdegang
Hans Beyersdorff trat nach seinem Abitur am 10. April 1901 als Seekadett in die Kaiserliche Marine ein. Als Fähnrich zur See (Beförderung am 22. April 1902) war er 1904 auf der Hildebrand. Am 30. März 1906 wurde er zum Oberleutnant zur See befördert und war 1907 in der Minensuch-Division Kommandant von S 30. Im darauffolgenden Jahr war er weiterhin Kommandant von S 30 und zusätzlich in der Minenabteilung in Cuxhaven. Als Assistent kam er auf die Pelikan und war in gleicher Position in der Minenversuchskommission Kiel. In dieser Position verblieb er für mehrere Jahre. Am 5. September 1911 wurde er zum Kapitänleutnant befördert. Später war er bis September 1915 als Wachoffizier auf der Schleswig-Holstein. Anschließend war er bis August 1916 Mitglied der Technischen Versuchskommission. Als Wachoffizier kam er bis Februar 1917 aus die König Albert. Bis August 1917 schloss sich eine Ausbildung an der U-Boot-Schule an.
Von August 1917 bis November 1917 diente er als Wachoffizier auf U 79. Ab Ende Juli 1917 war er bis Dezember 1917 Kommandant von U 17. Mit der Indienststellung Ende Dezember 1917 war er bis 11. November 1918 Kommandant von U 111. Bei vier Feindfahrten wurden drei Handelsschiffe mit über 3.000 BRT versenkt.
Nach dem Krieg wurde er in die Reichsmarine übernommen. Am 5. Februar 1920 wurde er Korvettenkapitän und war Kommandeur des Sperrversuchskommandos. Am 31. März 1922 wurde er, nachdem er bereits zur Verfügung des Chefs der Marinestation der Ostsee gesetzt worden war, im Zuge des Kapp-Putsches aus der Marine verabschiedet.
Nach dem Ausscheiden aus der Marine studierte Beyersdorff Rechtswissenschaften und ließ sich in Kiel als Anwalt nieder. 1926 wurde Beyersdorff durch Hans Delbrück angeschrieben, um seine Mitarbeit gegen die aufkommende Dolchstoßlegende zu erhalten. Beyersdorff musste dies mit Hinweis auf die Rücksichtnahme seiner Familie und seiner wirtschaftlichen Lage ablehnen, bat zusätzlich um Anonymität.
1928 schloss er seine Promotion an der Universität Kiel mit dem Thema Die Staatstheorien in der verfassunggebenden deutschen Nationalversammlung von 1919 ab. 1929 trat er, Beyersdorff war Halbjude, in die Sozietät von Wilhelm Spiegel ein. 1930 übernahm er mit Spiegel die Verteidigung eines Artikelschreibers, welcher sich in der Zeitschrift Das Freie Wort kritisch zu den Nationalsozialisten geäußert hatte, in einer Privatklage wegen Übler Nachrede und Öffentliche Beleidigung. Spiegel wurde 1933 von den Nationalsozialisten ermordet, was Beyersdorff in einem im Juni 1945 an den Oberstaatsanwalt in Kiel ausführte.
Anfang 1944 wurde Oskar Kusch wegen „Zersetzung der Wehrkraft, Beschimpfen des Reiches und Greuelpropaganda“ angeklagt. Kuschs Freund, Oberleutnant der Luftwaffe Hans Dietrich Berger, bemühte sich vergeblich um die Verpflichtung von Beyersdorffs als Kuschs Wahlverteidiger. Letztendlich übernahm Gerhard Meyer-Grieben, sein Schwiegersohn, die Verteidigung.
Nach dem Krieg übernahm er zahlreiche Wiedergutmachungsverfahren, u. a. von Jüdinnen, die in der Reichspogromnacht ihre Geschäfte verloren hatten. Viele der Verfahren endeten mit geringen Entschädigungszahlungen und waren geprägt von vielfältigen Problemen mit Zeugenaussagen, welche das Gericht in der Urteilsfindung beeinflussten.
1949 übergab die Witwe von Ernst Bamberger ein Mandat für einen Wiedergutmachungsprozess an Beyersdorff. Im April 1951 erhielt sie eine Rückgabe von drei gravierten Silbertabletts und im darauffolgenden Jahr eine Ausgleichszahlung. Er war auch Anwalt für den nach Amerika ausgewanderten Leo Bodenstein (1920–1997).

### Familie
Hans Beyersdorff war mit Marie Friederike, geb. Koester, verheiratet. Ihre Tochter Henriette (1911–1994) war in erster Ehe mit dem Rechtsanwalt Gerhard Meyer-Grieben und in zweiter Ehe ab 1983 mit Wilhelm von Starck verheiratet.